# Gagea gymnopoda
Gagea gymnopoda är en liljeväxtart som beskrevs av Aleksei Ivanovich Vvedensky. Gagea gymnopoda ingår i Vårlökssläktet och i familjen liljeväxter. Inga underarter finns listade.